# Coppa Svizzera 2011-2012
La Coppa Svizzera 2011-2012 è stata l'87ª edizione della manifestazione calcistica. È iniziata il 27 luglio 2011 e si è conclusa il 16 maggio 2012.

## Formula
Le 10 squadre della Super League e le 15 società della Challenge League (il Vaduz non ha il diritto di partecipare poiché partecipa già alla Coppa del Liechtenstein) sono qualificate direttamente per la Coppa Svizzera. A queste società se ne aggiungono 13 della Prima Lega e 26 della Lega amatori. Queste ultime devono qualificarsi attraverso delle eliminatorie regionali.

## Preliminari

### Prima Lega

#### Primo turno
Le partite si sono giocate il 3 agosto 2011.
| Squadra 1        | Risultato | Squadra 2   |
| ---------------- | --------- | ----------- |
| Mendrisio-Stabio | 6 - 7     | Biaschesi   |
| Sciaffusa        | 3 - 0     | Zofingen    |
| Bulle            | 1 - 3     | Le Mont     |
| Friburgo         | 3 - 5     | Soletta     |
| Muttenz          | 1 - 5     | Münsingen   |
| Echallens        | 2 - 3     | Grand-Lancy |
| Cham             | 2 - 1     | Gossau      |
| Urania Ginevra   | 1 - 2     | Yverdon     |
| Old Boys Basilea | 1 - 4     | YF Juventus |
| Monthey          | 3 - 5     | Serrières   |

#### Secondo turno
Le partite si sono giocate il 13 e il 14 agosto 2011.
| Squadra 1   | Risultato | Squadra 2        |
| ----------- | --------- | ---------------- |
| Höngg       | 2 - 6     | Baden            |
| Dornach     | 3 - 1     | Martigny         |
| Cham        | 4 - 0     | Muri             |
| Malley      | 2 - 1     | Rapperswil-Jona  |
| Münsingen   | 3 - 6     | Biaschesi        |
| Naters      | 3 - 2     | YF Juventus      |
| Serrières   | 1 - 2     | Grand-Lancy      |
| Düdingen    | 2 - 1     | Meyrin           |
| Le Mont     | 3 - 4     | Schötz           |
| Tuggen      | 3 - 1     | Sciaffusa        |
| Yverdon     | 5 - 4     | Soletta          |
| Breitenrain | 2 - 0     | Wangen bei Olten |
| Baulmes     | 1 - 2     | Grenchen         |

### Seconda Lega - Seconda Lega interregionale

#### Turno intermedio
Le partite si sono giocate il 27 luglio 2011.
| Squadra 1   | Risultato | Squadra 2           |
| ----------- | --------- | ------------------- |
| Rorschach   | 2 - 0     | Amriswil            |
| Emmenbrücke | 2 - 1     | Buochs              |
| Küsnacht    | 3 - 5     | Wettswil-Bonstetten |

#### Primo turno
Le partite si sono giocate il 30 e il 31 luglio 2011.
| Squadra 1            | Risultato | Squadra 2               |
| -------------------- | --------- | ----------------------- |
| Berna                | 2 - 1     | Wängi                   |
| Black Stars          | 1 - 0     | Liestal                 |
| Alle                 | 7 - 0     | Bôle                    |
| Terre Sainte         | 6 - 4     | Moutier                 |
| Wettswil-Bonstetten  | 6 - 3     | Oerlikon/Polizei ZH     |
| Lerchenfeld          | 3 - 2     | Emmenbrücke             |
| Wettingen            | 3 - 0     | Meisterschwanden        |
| Langenthal           | 2 - 1     | Linth 04                |
| Seefeld              | 7 - 3     | Goldau                  |
| Ibach                | 4 - 3     | Spiez                   |
| Laufen               | 8 - 1     | Lutherbach              |
| Schöftland           | 3 - 2     | Red Star Zurigo         |
| Versoix              | 0 - 4     | Chênois                 |
| Bavois               | 5 - 0     | Porrentruy              |
| Rorschach            | 0 - 4     | Bümpliz                 |
| Altstätten           | 2 - 1     | Kickers Lucerna         |
| Vevey                | 2 - 1     | Courtételle             |
| Romontois            | 0 - 2     | Perly-Certoux           |
| Dürrenast            | 3 - 5     | Allschwil               |
| Kreuzlingen          | 2 - 1     | Sarnen                  |
| Sursee               | 2 - 3     | Hergiswil               |
| Eschenbach           | 3 - 0     | Kerzers                 |
| Lyss                 | 0 - 4     | Coira                   |
| Oberdorf             | 3 - 0     | Diepoldsau-Schmitter    |
| Köniz                | 3 - 1     | Zugo                    |
| Farvagny-Ogoz        | 0 - 4     | Stade Lausanne-Ouchy    |
| Montreux-Sports      | 9 - 0     | Bex                     |
| Portalban/Gletterens | 2 - 0     | La Tour/Le Pâquier      |
| Sierre               | 0 - 2     | Gumefens/Sorens         |
| LaSarraz-Eclépens    | 5 - 3     | Signal Bernex-Confignon |
| Tavannes/Tramelan    | 5 - 6     | Orbe                    |
| Kosova Zurigo        | 2 - 0     | Aegeri                  |
| Widnau               | 2 - 3     | Töss                    |
| Dulliken             | 1 - 0     | SV Sciaffusa            |
| Bazenheid            | 1 - 2     | Seuzach                 |
| Thalwil              | 1 - 2     | Freienbach              |

#### Secondo turno
Le partite si sono giocate il 6 e il 7 agosto 2011.
| Squadra 1            | Risultato | Squadra 2            |
| -------------------- | --------- | -------------------- |
| Stade Lausanne-Ouchy | 2 - 1     | Portalban/Gletterens |
| Perly-Certoux        | 3 - 6     | Alle                 |
| Lerchenfeld          | 8 - 7     | Laufen               |
| Black Stars          | 4 - 2     | Kosova Zurigo        |
| Wettingen            | 0 - 2     | Eschenbach           |
| Coira                | 4 - 1     | Allschwil            |
| Langenthal           | 1 - 0     | Kreuzlingen          |
| Seuzach              | 1 - 0     | Ibach                |
| Bavois               | 2 - 3     | Terre Sainte         |
| Vevey                | 0 - 2     | Gumefens/Sorens      |
| Montreux-Sports      | 4 - 0     | LaSarraz-Eclépens    |
| Köniz                | 4 - 0     | Oberdorf             |
| Orbe                 | 1 - 0     | Chênois              |
| Berna                | 2 - 1     | Wettswil-Bonstetten  |
| Hergiswil            | 2 - 0     | Seefeld              |
| Freienbach           | 1 - 0     | Altstätten           |
| Bümpliz              | 1 - 3     | Töss                 |
| Dulliken             | 1 - 4     | Schöftland           |
| Losone Sportiva      | 6 - 4     | Taverne              |

#### Terzo turno
Le partite si sono giocate tra il 16 e il 24 agosto 2011.
| Squadra 1       | Risultato       | Squadra 2            |
| --------------- | --------------- | -------------------- |
| Lerchenfeld     | 0 - 3           | Langenthal           |
| Köniz           | 2 - 3           | Eschenbach           |
| Black Stars     | 1 - 2           | Freienbach           |
| Coira           | 2 - 1           | Seuzach              |
| Töss            | 2 - 1           | Berna                |
| Schöftland      | 1 - 1 (2-3 dcr) | Hergiswil            |
| Montreux-Sports | 0 - 1           | Terre Sainte         |
| Alle            | 0 - 1           | Stade Lausanne-Ouchy |
| Losone Sportiva | 3 - 0           | Balerna              |
| Orbe            | 1 - 2           | Gumefens/Sorens      |

## Partecipanti alla Coppa Svizzera
| Basilea         |
| Grasshoppers    |
| Losanna         |
| Lucerna         |
| Neuchâtel Xamax |
| Servette        |
| Sion            |
| Thun            |
| Young Boys      |
| Zurigo          |

| Aarau          |
| Bellinzona     |
| Bienne         |
| Brühl          |
| Chiasso        |
| Delémont       |
| Étoile Carouge |
| Kriens         |
| Locarno        |
| Lugano         |
| Stade Nyonnais |
| San Gallo      |
| Wil            |
| Winterthur     |
| Wohlen         |

| Baden       |
| Biaschesi   |
| Breitenrain |
| Cham        |
| Dornach     |
| Düdingen    |
| Grand-Lancy |
| Grenchen    |
| Malley      |
| Naters      |
| Schötz      |
| Tuggen      |
| Yverdon     |

| Chur 97                 |
| FC Collex-Bossy 1       |
| US Collombey-Muraz      |
| FC Entfelden 1          |
| FC Eschenbach           |
| FC Freienbach           |
| FC Hergiswil            |
| FC Langenthal           |
| FC Stade-Lausanne-Ouchy |
| Losone Sportiva         |
| FC Orbe                 |
| US Terre Sainte         |
| FC Töss                 |

| FC Abtwil-Engelburg  |
| FC Amicitia Riehen   |
| FC Colombier I       |
| FC Gumefens/Sorens I |
| FC Renens            |
| FC United Zürich 1   |
| FC Ascona            |
| FC Herzogenbuchsee   |
| FC Konolfingen       |
| FC Schattdorf I      |

| FC Deitingen           |
| FC Domdidier I         |
| FC Ellikon Marthalen 1 |
| FC Henau               |

## Trentaduesimi di finale
Le partite si sono giocate tra il 16 e il 18 settembre 2011.
| Squadra 1            | Risultato       | Squadra 2       |
| -------------------- | --------------- | --------------- |
| Hergiswil            | 1 - 3           | Locarno         |
| Langenthal           | 1 - 3           | Yverdon         |
| Terre Sainte         | 2 - 5 (dts)     | Brühl           |
| Gumefens/Sorens      | 1 - 3           | Bellinzona      |
| Stade Lausanne-Ouchy | 0 - 5           | Thun            |
| Naters               | 1 - 5           | San Gallo       |
| Deitingen            | 1 - 4           | Schattdorf      |
| Konolfingen          | 1 - 2           | Grand-Lancy     |
| Collex-Bossy         | 1 - 8           | Losanna         |
| Eschenbach           | 0 - 4           | Basilea         |
| Henau                | 1 - 5           | Wohlen          |
| Herzogenbuchsee      | 1 - 3           | Breitenrain     |
| Abtwil-Engelburg     | 1 - 5           | Stade Nyonnais  |
| Collombey-Muraz      | 0 - 5           | Schötz          |
| Töss                 | 0 - 10          | Grasshoppers    |
| United Zurigo        | 1 - 5 (dts)     | Lugano          |
| Ascona               | 1 - 2           | Chiasso         |
| Ellikon/Marthalen    | 3 - 10          | Freienbach      |
| Amicitia Riehen      | 0 - 8           | Aarau           |
| Malley               | 3 - 3 (3-1 dcr) | Delémont        |
| Domdidier            | 0 - 8           | Young Boys      |
| Grenchen             | 0 - 5           | Zurigo          |
| Renens               | 1 - 4           | Wil             |
| Cham                 | 2 - 0           | Étoile Carouge  |
| Düdingen             | 1 - 4 (dts)     | Servette        |
| Colombier            | 0 - 5           | Sion            |
| Tuggen               | 3 - 0           | Dornach         |
| Entfelden            | 0 - 9           | Kriens          |
| Losone Sportiva      | 0 - 3           | Lucerna         |
| Coira                | 1 - 2           | Neuchâtel Xamax |
| Biaschesi            | 1 - 2           | Bienne          |
| Baden                | 0 - 1           | Winterthur      |

## Sedicesimi di finale
Le partite si sono giocate il 15 e il 16 ottobre 2011.
| Squadra 1      | Risultato       | Squadra 2       |
| -------------- | --------------- | --------------- |
| Schattdorf     | 0 - 5           | Losanna         |
| Breitenrain    | 1 - 2           | Tuggen          |
| Schötz         | 1 - 5           | Basilea         |
| Yverdon        | 1 - 3           | Servette        |
| Stade Nyonnais | 1 - 2           | Sion            |
| Aarau          | 1 - 3           | Zurigo          |
| Winterthur     | 2 - 0           | Brühl           |
| Malley         | 0 - 1           | Bellinzona      |
| Chiasso        | 0 - 1           | Grasshoppers    |
| Grand-Lancy    | 1 - 3           | Lucerna         |
| Kriens         | 2 - 1           | Neuchâtel Xamax |
| Freienbach     | 0 - 4           | Young Boys      |
| Lugano         | 0 - 1 (dts)     | Bienne          |
| Cham           | 1 - 5           | Wohlen          |
| San Gallo      | 2 - 0           | Thun            |
| Locarno        | 1 - 1 (4-5 dcr) | Wil             |

## Ottavi di finale
Le partite si sono giocate il 26 e il 27 novembre 2011.
| Squadra 1  | Risultato       | Squadra 2    |
| ---------- | --------------- | ------------ |
| Tuggen     | 1 - 2           | Sion         |
| Wil        | 2 - 3 (dts)     | Basilea      |
| Bellinzona | 0 - 4           | Losanna      |
| San Gallo  | 4 - 2           | Zurigo       |
| Bienne     | 3 - 0           | Servette     |
| Kriens     | 2 - 2 (3-5 dcr) | Grasshoppers |
| Winterthur | 1 - 1 (3-2 dcr) | Young Boys   |
| Wohlen     | 1 - 2           | Lucerna      |

## Quarti di finale
Le partite si sono giocate il 20 e il 21 marzo 2012.
| Squadra 1  | Risultato       | Squadra 2    |
| ---------- | --------------- | ------------ |
| Lucerna    | 3 - 0           | Grasshoppers |
| Basilea    | 5 - 2           | Losanna      |
| Bienne     | 1 - 3           | Sion         |
| Winterthur | 2 - 2 (5-4 dcr) | San Gallo    |

## Semifinali
Le partite si giocano l'11 e il 15 aprile 2012.
| Squadra 1  | Risultato | Squadra 2 |
| ---------- | --------- | --------- |
| Sion       | 0 - 1     | Lucerna   |
| Winterthur | 1 - 2     | Basilea   |

## Finale
| Squadra 1 | Risultato       | Squadra 2 |
| --------- | --------------- | --------- |
| Lucerna   | 1 - 1 (2-4 dcr) | Basilea   |

| Arbitro: | Daniel Wermelinger |

|                                     |                      |                                 |
| Puljić 67’                          | Marcatori            | 56’ Huggel                      |
| Renggli Ohayon Gygax Florian Stahel | Tiri di rigore 2 – 4 | Yapi Yapo Streller Zoua Shaqiri |